# Granma (periódico)
Granma es un periódico cubano fundado en 1965, que es el Órgano Oficial del Comité Central del Partido Comunista de Cuba. Su nombre proviene del yate que transportó desde México a Fidel Castro y otros ochenta y dos expedicionarios a las costas cubanas en 1956, dando inicio a una guerra civil de dos años que culminaría con el triunfo de la Revolución cubana el 1 de enero de 1959. La palabra granma proviene de una informal corrupción gráfica y fonética de la palabra grandma, diminutivo en inglés de grandmother ('abuela' en inglés).

## Historia
A pesar de la oposición de los sectores conservadores de la sociedad cubana y del augurio de corta vida del Diario de la Marina (diario conservador cubano), se crea un órgano de prensa diario del Partido Comunista de Cuba (PCC), “Noticias de Hoy”. El 16 de mayo de 1938 fue publicado el primer número de este periódico.
Es bastante probable que este primer nombre se deba al hecho de que “Hoy” se llamó la compañía editorial creada por el Partido Comunista años antes. Inicialmente entre sus objetivos se destacaban el combatir el nazi-fascismo, defender la República Española, abogar por la lucha de clases, además de contribuir a crear y consolidar una conciencia nacional antimperialista. Todo esto ocurría bajo la dirección de Augusto Miranda, quien fuese su primer director.
El periódico se mantenía con el resultado de las recaudaciones adquiridas por los militantes en las agrupaciones obreras, además de otras actividades que, unidas a la venta segura de las ediciones, contribuían a la realización del mismo.
Durante la etapa prerrevolucionaria, la redacción donde se elaboraba fue clausurada y asaltada en varias ocasiones, incluso algunos de los gobiernos de turno existentes en Cuba antes de 1959 que prohibieron ese órgano de prensa. Entre los directores del diario figuraron Blas Roca y Carlos Rafael Rodríguez. El mismo existió hasta el 3 de octubre de 1965, cuando fue fusionado con el periódico Revolución y surgió el actual periódico Granma.
Desde 1966 publica una versión internacional, denominada Granma Weekly Review. Desde 1991 esta edición se llama Granma Internacional.
En septiembre de 2012, la jefa de edición de Granma, Mairelys Cuevas, desertó de Cuba y viajó a Miami.

## Ediciones
El Granma es publicado todos los días y es ampliamente leído dentro de la isla de Cuba. También existen varias ediciones internacionales, disponibles en español, inglés, francés, alemán, italiano y portugués, todas ellas accesibles a través de Internet.
En el periódico aparecen regularmente:
- Discursos de líderes del gobierno cubano. Antiguamente incluía algunas veces columnas escritas por el histórico líder comunista Fidel Castro a modo de reflexiones.
- Anuncios oficiales de las autoridades cubanas.
- Relatos acerca de la historia de la lucha revolucionaria en Cuba, desde el siglo XIX hasta la actualidad.
- Noticias y comentarios de política latinoamericana y mundial.
- Logros de los trabajadores y agricultores cubanos con tal de defender y avanzar en la revolución socialista.
- Desarrollos en industria, agricultura, ciencia, artes y deportes en Cuba.
- Programación de la Televisión Cubana de cada día.

A menudo se publican suplementos especiales, como por ejemplo uno relacionado con la adquisición de camiones y furgones a China por parte de la compañía eléctrica nacional, y otro relacionado con el inicio de la Copa Mundial de Fútbol de 2006.

## Directores[3]
- 1965-1967 Isidoro Malmierca
- 1967-1987 Jorge Enrique Mendoza
- 1987-1990 Enrique Román
- 1990-1995 Jacinto Granda
- 1995-2005 Frank Agüero
- 2005-2013 Lázaro Barredo
- 2013-2017 Pelayo Terry
- 2017-2024 Yailin Orta Rivera
- 2024-actualidad Dilbert Reyes Rodríguez